# Han Andi
Han Andi was keizer van China van 106 tot 125, uit de Han-dynastie. Hij was de zesde keizer uit de Oostelijke Han-dynastie. Hij werd geboren in 94 en stierf in 125. Zijn persoonlijke naam was Liu Hu. Hij was de zoon van Liu Qing en de kleinzoon van Han Zhangdi.
Toen Han Hedi in 105 stierf, plaatste Keizerin-weduwe Deng haar 100 dagen oude stiefzoon Shang als keizer op de troon, later Han Shangdi genoemd. Ze hield toen voor de zekerheid de twaalf jaar oude Prins Hu,(de latere Han Andi), in de hoofdstad Luoyang, voor het geval dat de baby-keizer zou sterven. Toen Keizer Shang, oftewel Han Shangdi, in 106 stierf werd Prins Hu tot Keizer An gekroond, postuum Han Andi genaamd. Keizerin-weduwe Deng zou aan de macht blijven als regent tot aan haar dood in 121. Hierna ontsloeg Andi vele van haar familieleden, waarna de meesten onder dwang zelfmoord pleegden.
Andi deed niet veel om de verzwakkende dynastie te herstellen. Zijn regering was zeer corrupt en ook gewelddadig. Hij begon zich bezig te houden met drank en vrouwen en hij gaf weinig om staatszaken. In plaats daarvan liet hij het rijk besturen door corrupte eunuchen, waardoor hij de eerste keizer in de Han geschiedenis werd die in feite corruptie aanmoedigde. Persoonlijk was hij zeer agressief en dankzij hem en de corrupte kliek om hem heen stierven een hoop onschuldige mensen. Hij had ook erg veel vertrouwen in zijn vrouw Keizerin Yan Ji en haar familie, ondanks hun gigantische corruptie. Tegelijkertijd ruïneerde droogte het land en kwamen veel boeren in opstand. Tijdens Han Hedi`s regering hadden de lokale generaals gouverneurs en edelen zich al onafhankelijker kunnen gedragen en was hun macht een beetje gegroeid. Door de grote problemen aan het hof en Andi`s zwakke regering nam de macht van lokale heersers nog meer toe en konden ze zich nog meer onafhankelijk opstellen tegenover de centrale regering. Andi stierf in 125, terwijl hij op weg was naar Nanyang. Hij werd maar 31 jaar oud.

## Jeugd en troonsbestijging
Han Andi werd geboren als Prins Hu in 94, als zoon van Prins Liu Qing van Qinghe en diens concubine Consorte Zuo Xiao`e. Prins Qing was de oudere broer van Han Hedi en hij was een tijd lang kroonprins geweest onder Keizer Zhang (na zijn dood Han Zhangdi genoemd). Door de intriges van Keizerin Dou echter, was deze weer afgezet en zijn moeder gedood. Hij had echter goed contact met Han Hedi en was een naaste adviseur van hem. Hij had dan ook een belangrijke rol tijdens de staatsgreep tegen de Dous clan in 92.
Consorte Zuo en haar zus Da E, waren beiden het paleis binnen gehaald en tot hofbedienden gemaakt, toen ze nog jonge meisjes waren, omdat hun oom Zuo Zheng was beschuldigd en veroordeeld wegens kritiek op de keizer en het keizerlijke bestuur. Naarmate ze opgroeiden, werden ze bekend om hun schoonheid en intelligentie en werden ze gezelschapsdames voor Han Hedi`s paleis. Xiao`E werd vooral bekend om haar kennis in geschiedenis en dichtkunst. Toen Hedi zijn broers een aantal concubines cadeau wilde geven, had Prins Qing al van haar gehoord en verzocht speciaal om de beide Zuo zussen, een wens waar Hedi op in ging. Beide consortes van Zhu stierven vlak voor Hedi stierf. Ze werden in de hoofdstad Luoyang begraven. Na de dood van zijn moeder werd Prins Hu opgevoed door Prins Qing`s vrouw, Consorte Geng.
Toen Hedi in 105 stierf, plaatste zijn vrouw Keizerin-weduwe Deng, diens 100 dagen oude zoon op de troon als Keizer Shang, postuum Han Shangdi. Hedi's broers, waarvan de meesten in de hoofdstad waren, kregen opdracht terug te keren naar hun prinsdommen. Ze hield Prins Hu en Consorte Geng echter wel in de hoofdstad voor het geval de babykeizer zou sterven. Toen de latere Han Shangdi in 106 stierf, wilden vrijwel alle ambtenaren zijn broer Liu Sheng keizer maken. Keizerin-weduwe Deng was echter bang dat hij wrok tegen haar zou gaan koesteren omdat ze hem eerst geen keizer had willen maken, omdat hij constant ziek leek te zijn. In plaats daarvan maakte ze Prins Hu keizer als Keizer An, postuum Han Andi.

## Vroege regering: regentschap door Keizerin-weduwe Deng
Nadat Andi de troon had bestegen behield Keizerin-weduwe Deng alle daadwerkelijke macht. Ze zond Consorte Geng naar haar man in hun prinsdom en sloot hen beiden uit van enige invloed op het bestuur.
Keizerin-weduwe Deng was over het algemeen een capabele heerseres en terwijl het land geteisterd werd door natuurrampen en oorlog met de Qiang en zuidelijke Xion Nu, ging ze redelijk goed met alle problemen om. Ze voerde ook vele hervormingen door in het strafrecht. Tijdens haar regentschap leek Andi vrijwel geen invloed op het bestuur te hebben. Ondertussen werd hij persoonlijk erg sterk beïnvloed door de eunuchen Jiang Jing en Li Run, en zelfs nog meer door zijn min Wang Sheng. Hij werd ook sterk beïnvloed door zijn geliefde Yan Ji, die hij in 115 keizerin maakte, ook al vergiftigde ze zijn concubine Consorte Li, die Andi`s enige zoon Liu Bao had gebaard in 115. Deze mensen hadden tijdens de regering van Keizerin-weduwe Deng maar weinig macht en planden daarom een staatsgreep voor als zij van het toneel verdwenen was. Keizerin-weduwe Deng kwam hierachter, terwijl ze op dat moment toch al erg teleurgesteld was in Andi, omdat hij altijd een ijverig en intelligent kind had geleken en hij nu zijn studies verwaarloosde, niets om staatszaken leek te geven, zich alleen nog maar bezighield met vrouwen en drank. En omdat hij het hele bestuur in de handen van corrupte eunuchen legde, wat een corrupt en gewelddadig bestuur tot gevolg had. Ze dacht er dan ook over om Andi af te zetten en hem te vervangen door zijn neef Liu Yi, de Prins van Pingyuan, maar toen besloot ze dit toch niet te doen.
In 120 maakte Andi zijn enige zoon Prins Bao tot kroonprins.

## Late regering
Keizerin-weduwe Deng stierf in 121 en Andi kreeg, 27 jaar oud, eindelijk de macht over de regering. Hij eerde zijn vader Prins Qing postuum, als Keizer Xiaode en zijn moeder consorte Zuo, als Keizerin Xiaode. Hij vereerde zijn grootmoeder Consorte Song als Keizerin Jingyin en zijn stiefmoeder Consorte Geng kreeg de unieke titel Groot Consorte van Ganling, een minder belangrijke titel dan die van zijn moeder. Hij had echter wel een goede band met haar en haar broer Geng Bao werd als hoge ambtenaar binnen het bestuur benoemd.
Aanvankelijk zette Andi het politieke bewind van Keizerin-weduwe Deng voort, onder meer door leden van haar clan op belangrijke posities te laten. Echter, zijn eigen kring van vertrouwelingen was klaar om tot handelen over te gaan. Laat in 121 slaagde deze erin om Andi, een hoop leden van de Deng clan te laten ontslaan. De meesten pleegden zelfmoord, vermoedelijk onder dwang. Later stond hij sommige overlevenden toe terug te keren naar de hoofdstad, maar tegen deze tijd was de Deng clan gedecimeerd.
In plaats van de Dengs werden de Songs,(de clan van Andi`s grootmoeder), nu vereerd. De meeste echte macht was echter in de handen van de Yan-clan, vooral in de handen van Keizerin Yan`s broers Yan Xian, Yan Jing en Yan Yao. De eunuchen Jiang en Li waren ook erg machtig en werden Markies. Samen met een hoop andere eunuchen en Wang`s dochter Bo Rong, werden ze extreem corrupt, zonder enige bestraffing van Andi die de kritiek van andere mensen op deze personen altijd negeerde. Andi luisterde vaak naar hun suggesties, terwijl hij het advies van zijn belangrijke ambtenaren naast zich neer legde. Een van de meest uitgesproken figuren was de opperbevelhebber van het leger, Yang Zheng, die in 124 uiteindelijk uit protest zelfmoord pleegde.
In 121 waren er opnieuw Qiang en Xianbei opstanden die het rijk de rest van Andi`s regering teisterden. De enige grens waar de Han succes had tijdens Andi`s regering was in het noordwesten, waar Ban Chao`s zoon Ban Yong het Han-gezag over een aantal Xiyu koninkrijken herstelde.
In 125 beschuldigde Wang Sheng, Jiang Jing en een andere eunuch genaamd Fan Feng, Kroonprins Bao`s min Wang Nan en chef Bing Ji, die overigens niet verward mag worden met Han Xuandi`s eerste minister met dezelfde naam, valselijk van misdaden. Wang en Bing werden geëxecuteerd. Kroonprins Bao had heel veel verdriet. Jiang en Fan sloten uit angst voor een latere wraakactie een verbond met Keizerin Yan -die de kroonprins altijd had gehaat omdat het niet haar eigen kind was- om Kroonprins Bao en zijn onderdanen ten onrechte van misdaden te beschuldigen. Andi geloofde hen en zette Kroonprins Bao af en maakte van hem de Prins van Jiyin.
In 125 werd Andi erg ziek, terwijl hij op reis was naar Wancheng, en hij besloot terug te keren naar Luoyang, maar voor hij dat kon stierf hij. Keizerin Yan stond zijn zoon Prins Bao niet toe de troon te bestijgen en in plaats daarvan maakte ze Liu Yi, de Markies van Beixiang, tot keizer. De Markies Van Beixiang was een kleinzoon van Han Zhangdi en zo Andi`s neef. Wat zijn leeftijd was is niet bekend, maar hij was waarschijnlijk veel jonger dan Prins Bao, die op dat moment tien jaar was. De jonge keizer stierf echter later dat jaar en een aantal eunuchen, loyaal aan Prins Bao en onder leiding van Sun Chen, pleegde een staatsgreep en plaatste Prins Bao op de troon als Keizer Shun, postuum Han Shundi. De Yans werden uitgemoord, op Keizerin-weduwe Yan na.

## Periode namen
- Yonchu 107-113
- Yuanchu 114-120
- Yongning 120-121
- Jianguang 121-122
- Yanguang 122-125

## Persoonlijke informatie
- vader: Liu Qing, Prins Xiao van Qinghe, tweede zoon van Han Zhangdi
- moeder:Consorte Zuo Xiao`e
- vrouw: Keizerin Yan Ji
- belangrijke concubines: Consorte Li, moeder van Han Shundi, vergiftigd in 115
- kinderen: Liu Bao, kroonprins van 120 tot 124, later Prins van Jiyin, ten slotte Han Shundi.